# Compagnie du chemin de fer de Mulhouse à Thann
La Compagnie du chemin de fer de Mulhouse à Thann est une société anonyme, créée en 1837, qui construisit et exploita un chemin de fer entre ces deux villes, dans le département du Haut-Rhin.
Œuvre de Nicolas Koechlin, la ligne est conçue comme un essai pour un projet plus vaste ; la ligne Strasbourg - Bâle construite par la compagnie du même nom. La compagnie disparaît en 1858, par fusion-absorption avec la Compagnie des chemins de fer de l'Est.
Par sa vocation, relier entre eux deux centres industriels, ce chemin de fer s'apparente à celui du Montpellier-Sète concédé l'année précédente ; il équivaut à « …la soudure de deux agglomérations dont l’activité se conjugue et se complète. ».

## Le contexte
Depuis le début des années 1830, les milieux d’affaires et politiques se convainquent peu à peu des bienfaits à attendre pour la prospérité du pays de la création de chemins de fer.
En 1831, année où est achevée la dernière section du canal du Rhône au Rhin, est entrepris, le 26 octobre, un voyage d’étude par Jules-Albert Schlumberger et Émile Koechlin, neveu de Nicolas Kœchlin et membres de la Société industrielle de Mulhouse (SIM), sur le chemin de fer de Saint-Étienne à Lyon. Ce voyage n’avait pas pour seul objectif de se renseigner sur ce chemin de fer mais aussi, et davantage, sur les conditions de transport de la houille sur le Rhône et la Saône qui arrive désormais à Mulhouse, grâce au canal, à un prix compétitif concurrençant la houille provenant de la Sarre par roulage.
Peu après, en 1832 parait un opuscule de Samuel Blum, directeur des mines d’Épinac et créateur du chemin de fer éponyme, pour un Chemin de fer du Havre ou de Dieppe à Marseille par Paris, et de Strasbourg et Basle à Nantes. Ce projet s’inspirait des réflexions du saint-simonien Fournel préconisant un réseau en croix du Havre à Marseille et de Nantes à Strasbourg.
Tous ces projets ne laissent pas indifférents les acteurs économiques alsaciens et de Mulhouse en particulier, principale ville industrielle de la région et centre important de filature et de tissage. À cet égard, la société industrielle de Mulhouse (SIM) souhaite faire valoir l’utilité de ce nouveau moyen de transport sur l’abaissement du prix des transports et la réduction des délais, favorisant en retour l’essor des industries locales. « Sa conviction s’accentue à l’issue de l’hiver rigoureux de 1835-1836 au cours duquel les transports par route ont été contrariés et rendus plus onéreux ».
L’ouverture en 1833 du canal entre Illzach et Strasbourg donne au bassin sarrois un nouvel avantage ; la houille arrive de la Sarre à Strasbourg par roulage puis est transportée par péniche de Strasbourg à Mulhouse.
Pour réduire davantage encore les coûts de transports, Pierre-Dominique Bazaine (1809-1893), ingénieur ordinaire des Ponts & Chaussées à Altkirch, conçoit le projet d’un chemin de fer de Sarrebruck et Strasbourg. Il présente aux séances de la SIM des 16 décembre 1833 et 29 janvier 1834, un Aperçu d’un projet de chemin de fer entre Sarrebruck et Strasbourg, par Sarreguemines, Diemeringen, Ingwiller et Bischwiller. Bazaine reprenait, en fait, un projet ancien de canal envisagé par Brisson et réactualisé par Robin entre la Sarre et le Rhin. Ce projet bien que faisant mention de « tracteurs » à vapeur n’évoquait pas explicitement l’emploi de locomotives. Le projet de Bazaine s’apparentait à la voie ferrée de construction légère et simplifiée entre Linz et Budweiss en Bohême. Il était fondé sur une consommation de houille de 30 000 tonnes à Mulhouse, 7 500 T. à Colmar, 6 500 T. entre Belfort, Thann et Cernay en provenance de Sarrebruck, Rive-de-Gier, Ronchamp, Blanzy et Épinac. Il n’est cependant pas donné suite à ce projet.

## Le projet

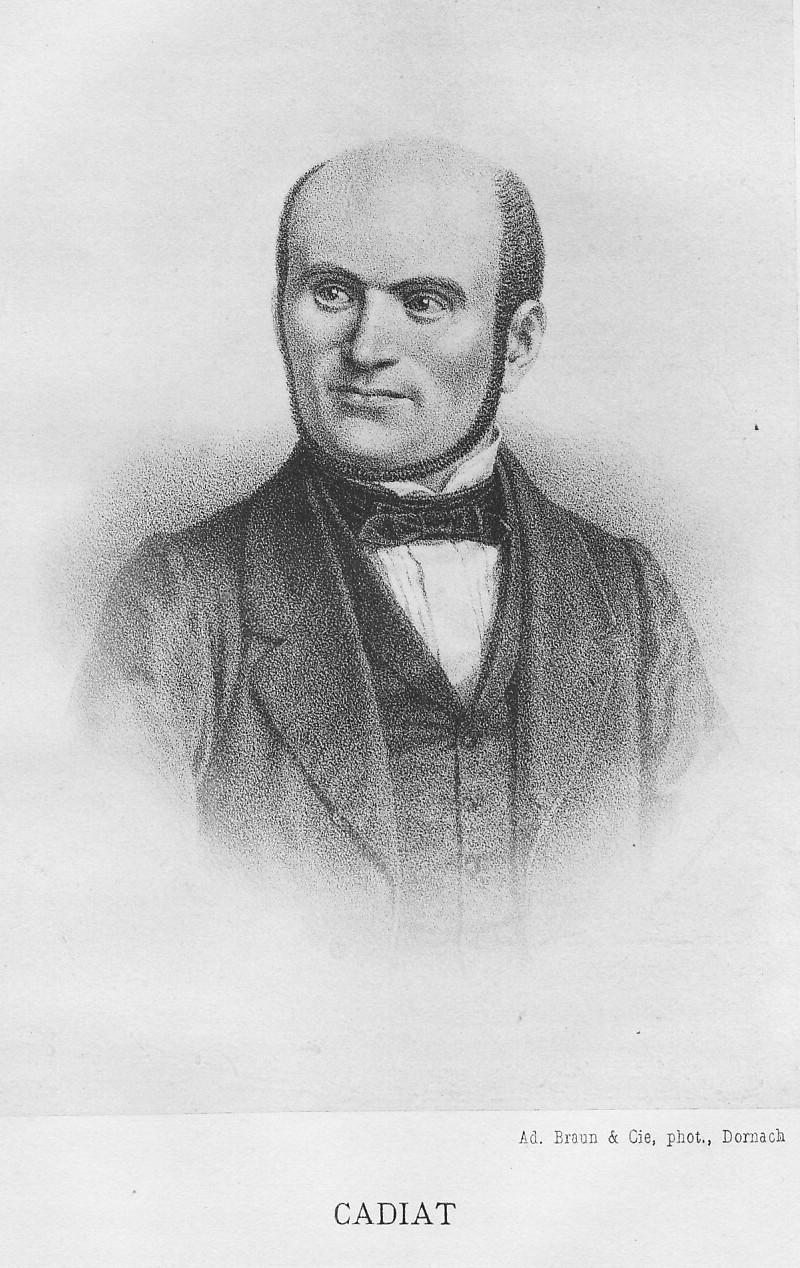
Nicolas Cadiat (1805-1856), ingénieur civil

Nicolas Cadiat, membre de la SIM et qui dirige entre 1835 et 1841 la construction de machines à vapeur chez André Koechlin & Cie, présente, lors de la séance du 25 mai 1836, un projet plus réduit de chemin de fer intitulé Proposition au sujet d’un chemin de fer entre Mulhouse et Thann. Il s’agit de relier entre eux les centres industriels de la région.
Son projet est fondé sur l’existence d’un important mouvement de transports par voitures entre les deux villes, le bas prix des terrains à acquérir et le faible nombre d’ouvrages d’art à construire. Pour l’exploitation de la ligne, Cadiat envisage pour des raisons d’économie de charbon l’utilisation de la traction hippomobile ou de machines fixes. Le projet est estimé à un million de francs (terrassement, ouvrages d’art, équipement, indemnités pour acquisition des terrains). À vrai dire, il s’agit moins d’un projet ou d’un avant-projet que d’une idée à laquelle Cadiat attachait une importance au point de vue de l’utilité publique.
À cette séance assiste Nicolas Kœchlin, député du Haut-Rhin, qui fait savoir à l’assistance que lui-même s’intéresse depuis quelque temps à ce chemin de fer et qu’il a sollicité les avis de MM Mossère, ingénieur du canal du Rhône au Rhin, et Bazaine. Selon lui, les industries de Cernay et de la vallée de Thann sont trop éloignées du canal pour pouvoir bénéficier pleinement de ses avantages. Il indique également avoir entrepris des démarches auprès du directeur des Ponts & Chaussées et demandé que les ingénieurs du Haut-Rhin soient désignés pour s’occuper des études pour la réalisation du chemin de fer. Il propose donc à la SIM de renvoyer la proposition de Cadiat à une commission spéciale dont ferait partie Bazaine.
Donnant suite à la demande de N. Kœchlin, l’examen de la proposition de Cadiat est renvoyée aux comités de commerce et de mécanique de la SIM avec la participation de Cadiat et de Bazaine. Joseph et Emile Kœchlin de la SIM sont chargés de s’informer auprès de Nicolas Kœchlin et Bazaine s’ils acceptent de remettre aux comités leurs propres études. Mais le 30 août 1836, la SIM est avisée du refus de Kœchlin et Bazaine de travailler et de rejoindre la SIM pour la poursuite de l’étude du chemin de fer Mulhouse-Thann. « Ce dernier fait part du refus de MM Nicolas Kœchlin et Bazaine de communiquer et s’adjoindre la Société [SIM] pour poursuivre l’étude et l’achèvement des plans pour le chemin de fer de Mulhouse à Thann ». Ce refus marque la fin de l’intervention de la SIM dans le projet de chemin de fer qui sera l’affaire personnelle de N. Kœchlin.
À vrai dire, l’intérêt porté par N. Kœchlin pour le chemin de fer Mulhouse-Thann est inséparable de celui pour le Strasbourg-Bâle qu’il réalisa également ; craignant que le projet annoncé de chemin de fer de Mayence/Mannheim à la Suisse se fasse par la rive droite du Rhin au détriment de la rive gauche, il conçut un projet de ligne Strasbourg-Bâle par Colmar et Mulhouse pour concurrencer le projet Badois sur la rive droite. Aussi, la ligne Mulhouse-Thann est-elle pour lui « comme un essai devant servir de garantie » à un projet plus vaste, celui d’une ligne « devant un jour s’embrancher par Strasbourg, sur Paris, l’Océan et l’Allemagne, et par Mulhouse et Bâle, sur la Suisse, Lyon… et la Méditerranée. ».
Le projet de Cadiat avait donc peu de chance de se réaliser face à l’entregent et au projet d’envergure de N. Kœchlin, d’autant qu’il ne prévoyait pas la traction par locomotive à vapeur dans laquelle N. Kœchlin, au contraire, fondait de grands espoirs.

## Les démarches administratives
Dès le printemps 1836, N. Kœchlin intervient dans les sphères politiques en vue d’obtenir la concession du chemin de fer.
Le 30 mai 1836, le directeur des Ponts & Chaussées autorise Bazaine à mener les études du chemin de fer de Mulhouse à Thann.
Le 2 décembre 1836, Nicolas Kœchlin, adresse au préfet les documents relatifs à l’avant-projet préparé par Bazaine pour un chemin de fer d’une longueur de 19,7 km entre Mulhouse et Thann, par Dornach, Lutterbach, Cernay, et Vieux-Thann. Le pont sur l’Ill est conçu pour laisser un passage aux piétions et celui sur la Doller est conçu pour un éventuel élargissement à l’usage du public. Autant de précautions pour se ménager les oppositions au projet qui se manifesteront. La dépense totale est estimée à 1,4 MF y compris les intérêts à servir aux actionnaires pendant la durée des travaux.
Le 15 décembre, le préfet adresse le projet au ministre.
Le 21 décembre 1836 la chambre de commerce de Mulhouse donne un avis favorable qui n’y voit que des avantages pour le développement économique des localités traversées.
Le 31 décembre, Alexis Legrand, directeur des Ponts & Chaussées, autorise l’ouverture de l’enquête publique prévue par la loi du 7 juillet 1833 relative aux travaux publics,.
Le 4 janvier 1837, le préfet fait procéder aux formalités de l’enquête publique.
Si le conseil municipal de Colmar ne formule aucune opposition, celui de Lutterbach s’y oppose ne voyant dans le chemin de fer qu’une entreprise spéculative qui ne profitera qu’à un petit nombre. Le conseil municipal de Dornach estime que le chemin de fer n’aura une utilité que s’il est accompagné d’une route pour les voitures ordinaires. Celui de Mulhouse est également favorable au chemin de fer projeté.
Par suite, la commission d’enquête, par 6 voix contre 3, est d’avis que le chemin de fer présente les caractères d’utilité publique. Le préfet se range à cet avis et propose de concéder la ligne directement au soumissionnaire.
Le Conseil général des Ponts & Chaussées examine l’avant-projet dans sa séance du 31 mars 1837 et suit l’avis du préfet sous réserve d’un abaissement du tarif proposé de 0,13 F à 0,12 F.
Le 8 mai 1837, le ministre du commerce et des travaux publics, Martin (du Nord), dépose un projet de loi concédant pour 99 ans le chemin de fer à Nicolas Kœchlin, à ses risques et périls, auquel est joint le cahier des charges arrêté le 30 avril 1837. La loi est adoptée par le parlement le 11 juillet et promulguée le 17 juillet 1837,. Selon le cahier des charges, le chemin de fer doit être construit dans un délai de 3 ans suivant la promulgation de la loi. Le cahier des charges prévoit également (art 47) la possibilité d’embranchement sur la ligne.
Le débat à la Chambre des députés est l'occasion d'évoquer pour la première fois la possibilité de rachat d'une compagnie de chemin de fer ; le ministre et Legrand jugent cependant que cette question était trop important pour être tranchée dans l'immédiat.

## La société concessionnaire
Par acte du 19 juillet 1837 devant Me Hailig, notaire à Paris, est constituée une société en commandite par actions pour la construction et l’exploitation du chemin de fer de Mulhouse à Thann, entre Nicolas Kœchlin, père, Martin Dolfuss, manufacturier, Jean Risler, négociant, Pierre-Etienne Caman, propriétaire, Jean-Louis-Marie David, négociant, Gustave Lehr père, négociant. Nicolas Kœchlin est seul associé responsable de la société et prend le titre d’administrateur-gérant.
L'objet de la société est la création et l'exploitation du chemin de fer de Mulhouse à Thann (art. 2 de l'acte constitutif de la société).
La raison sociale est Nicolas Kœchlin et Cie et la société est dénommée Compagnie du chemin de fer de Mulhouse à Thann (art. 4).
Le siège de la société est fixé à Paris, rue du sentier no 13, et le bureau de la direction du chemin de fer à Mulhouse, rue du bassin no 50. Nicolas Kœchlin apporte la concession obtenue par lui, s’oblige à construire le chemin de fer conformément aux dispositions du cahier des charges et de le livrer en parfait état d’exploitation avec le matériel nécessaire à son service (art. 6).
Le fonds social est fixé à 2,6 MF divisé en 5 200 actions de 500 F, dont 2,5 MF correspondant aux apports et engagements de Kœchlin (apport personnel, concession du chemin de fer, obligation à construire la ligne, matériel nécessaire à son fonctionnement) et 0,1 MF destiné aux dépenses imprévues (art. 6, 7 et 8)
Le capital est réparti de la manière suivante (art. 14) :
- Kœchlin, 5 100 actions ;
- Dollfus, 20 actions ;
- Risler, 20 actions ;
- Camau, 20 actions ;
- David, 20 actions ;
- Lehr, 20 actions.

Le prix des actions est payable en cinq fractions (art. 10) :
- la première au comptant (à la création de la société) ;
- la deuxième le 20 septembre 1837 ;
- la troisième le 20 décembre 1837 ;
- la quatrième le 20 mars 1838 ;
- la cinquième le 20 juin 1838.

Le 29 mars 1840, les actionnaires autorisent un emprunt de 400 000 F (400 actions de 1 000 F) pour le paiement de dépenses supplémentaires au-delà des obligations de N. Kœchlin, à la charge de la société en commandite. En 1842, ces dépenses supplémentaires sont fixées à 2 851 741,80 F représentant les frais pour la station provisoire de Mulhouse, les extensions aux stations de Cernay et de Thann, les maisons de gardes dans les forets, et divers accessoires aux dépendances du chemin de fer.
À la mort de Nicolas Kœchlin le 15 juillet 1852, à Mulhouse, la société en commandite se transforme en société anonyme le 30 juillet 1852. Nicolas Kœchlin avait démissionné auparavant de sa qualité d’administrateur-gérant de la commandite ; démission acceptée par les autres commanditaires en janvier 1850. Dans l’attente de la transformation de la commandite en société anonyme, N. Kœchlin continuait ses fonctions.
Le 30 juillet 1852 paraît le décret portant création de la Société anonyme du chemin de fer de Mulhouse à Thann. La durée de la société débute au jour de son autorisation (décret du 30 juillet 1852) et se termine à la fin de la concession, soit le 17 juillet 1936. Le capital est formé de 5 200 actions de 500 F, soit 2 600 000 F.
À la suite de la fusion du Strasbourg-Bâle et de la Cie de l’Est en 1854, la Cie du Mulhouse-Thann décide de fusionner à son tour avec la Cie de l’Est moyennant le remplacement des obligations du Mulhouse-Thann par un nombre égal d’obligation de l’Est de 500 F chacune pendant 99 ans (traité du 19 mai 1855). Un décret impérial du 29 mai 1858 ratifie ce traité.

## Le tracé
Au terme de l’article 3 du cahier des charges, le concessionnaire doit présenter dans les six mois un projet définitif de tracé accompagné d’un plan au 1/2500e. Il prévoit deux voies de circulation.
Nicolas Kœchlin s’y soumet tout en formulant trois demandes :
- occupation des francs-bords du canal sur 800 m de long entre la station de Mulhouse et la fonderie d’André Koechlin pour y établir la voie ;
- élargissement le canal pour établir une gare d’eau attenante à la fonderie ;
- franchissement à niveau des routes royales sur le parcours.

Le 7 mars 1838, Alexis Legrand retourne le projet au préfet reprochant au document d’être incomplet, d’être accompagné de plans insuffisants et de ne pas avoir été au préalable soumis aux formalités prévues par la loi du 7 juillet 1833. Il refuse les demandes de N. Kœchlin.
Bazaine reprend le projet et propose de situer la station de Mulhouse sur la rive droite du canal pour la rendre commune au chemin de fer Strasbourg-Bâle concédé à N. Kœchlin en mars 1838. Le Conseil général des Ponts & Chaussées approuve en partie le tracé mais demande des études complémentaires pour le reste.
N. Kœchlin propose alors un tronc commun entre Mulhouse et Lutterbach pour les deux chemins de fer mais il conteste à l’administration les modifications demandées au tracé au motif qu’il a été accepté par les enquêtes publiques.
Le tracé est accepté le 18 décembre 1838.

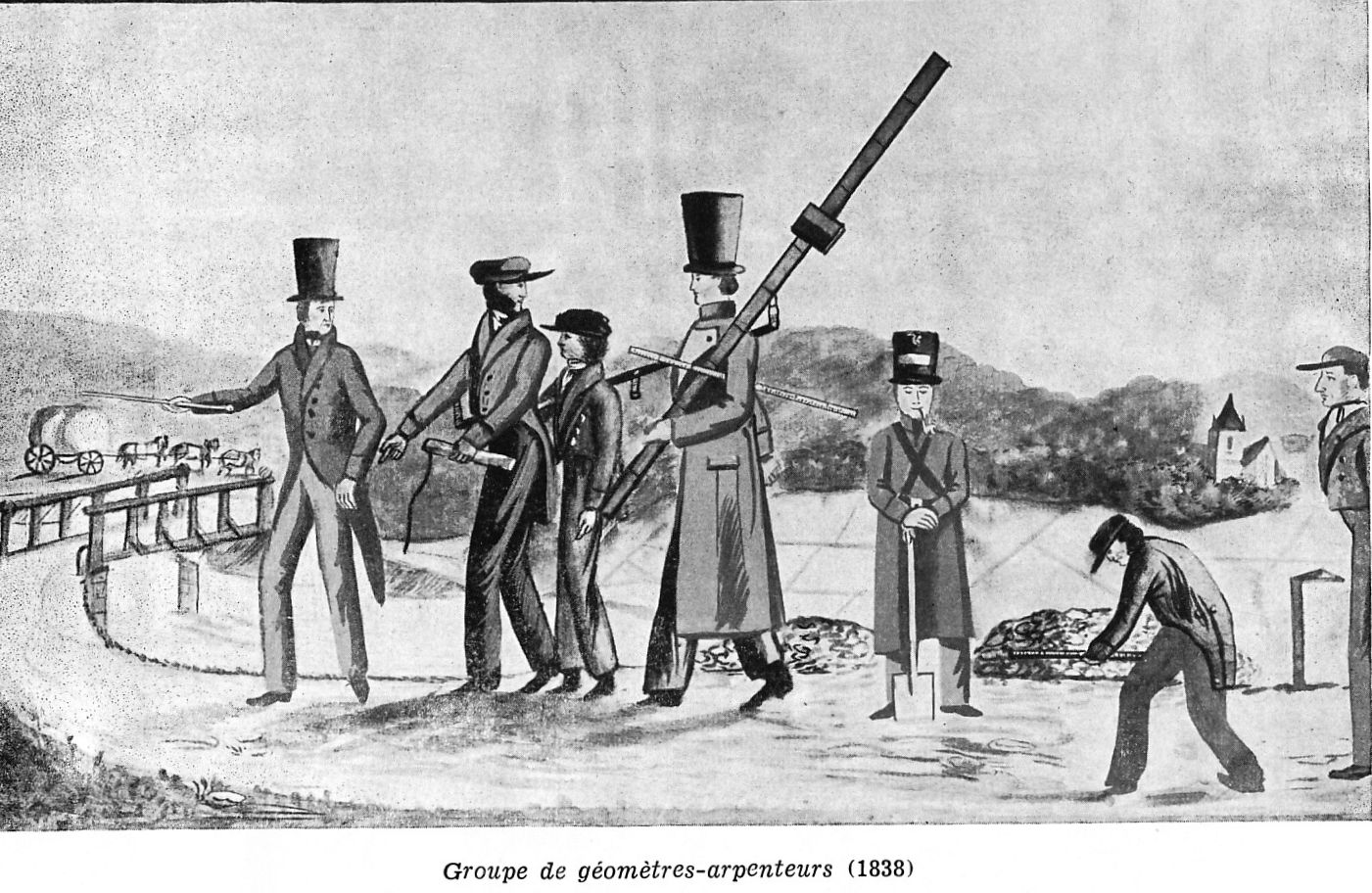
Arpenteurs travaillant sur le terrain au relevé du tracé.

Le tracé débute à la tête orientale du bassin du canal du Rhône au Rhin à Mulhouse. La ligne passe devant l’établissement de construction d’André Koechlin & Cie, se dirige vers Dornach qu’elle traverse à peu de distance des établissements Dollfus-Mieg et Cie. Près de Lutterbach, la ligne s’infléchit puis continue en alignement rectiligne sur 8 km au-delà duquel, par une courbe de 2 000 m de rayon, elle atteint la route royale de Strasbourg à Lyon à l’extrémité de Cernay. Par la suite, la ligne se dirige vers Thann en suivant le cours de la rivière Thur dont elle reste éloignée pour éviter les inondations mais sans jamais traverser la route royale de Bar-le-Duc à Bâle. La ligne traverse Vieux-Thann à peu de distance de la fabrique chimique Kessner et vient aboutir à la promenade de Thann.
Une gare commune au Mulhouse-Thann et au Strasbourg-Bâle était prévue sur la rive droite du canal vis-à-vis du grand bassin à Mulhouse, en prévision également d’une ligne vers Dijon. Mais devant les difficultés de franchissement du canal par un pont tournant, on renonça à ce projet. Provisoirement pour ne pas retarder les travaux, en 1839 la gare de départ du Mulhouse-Thann est située entre le canal et l’établissement André Koechlin & Cie.

## Les travaux
Le premier coup de pioche des travaux est donné le 1er avril 1838.
La longueur du chemin de fer est de 20,400 km, soit 6,500 km communs avec la Strasbourg-Bâle entre Mulhouse et Lutterbach et 13,900 de Lutterbach à Thann. Dans la première partie, 1.300 m sont en palier et le reste en pente de 22 à 30 ‰. Dans la seconde section, les pentes varient entre 30, 52 et 66 ‰ sauf aux gares de Cernay et Thann en palier. Sur la ligne, 15,600 km sont en alignement droit, 4,700 km en courbes.
Les travaux ont exigé près de 150 000 m3 de terrassement. On compte 32 ouvrages d’art dont les plus importants sont le pont sur l’Ill, le pont sur la Doller, celui au-dessus de la route de Lutterbach et celui de Cernay au-dessus de la route Strasbourg-Lyon. La ligne comporte 30 passages à niveau.
La voies est constituée de rail à double champignon de 4,5 m de long d’un poids de 20 kg/m maintenus par des coins en bois de chêne dans des coussinets en fonte pesant entre 7 et 8 kg, le tout fixé à des traverses en chêne assises sur un ballast. Les rails sont fournis par les forges de Ronchamp. Entre Mulhouse et Lutterbach est posée une double voie (tronc commun avec le Strasbourg-Bâle) et au-delà jusqu’à Thann seule une voie est posée hormis dans les gares et stations où a été posée une double voie pour les croisements.
La voie est clôturée tout le long de son parcours par des haies, des fossés ou des palissades.
La réception de la ligne est faite le 16 août 1839, par les ingénieurs Schwilgué, Léger et Frécout. L’inauguration a lieu le 1er septembre 1839.
La construction du chemin de fer, les dépenses accessoires et les dépenses supplémentaires représentent un montant total de 2 851 741,80 F, à rapprocher du capital de 3 000 000 F.

## Le matériel roulant
Parmi les engagements de N. Kœchlin figure la fourniture de 2 locomotives.

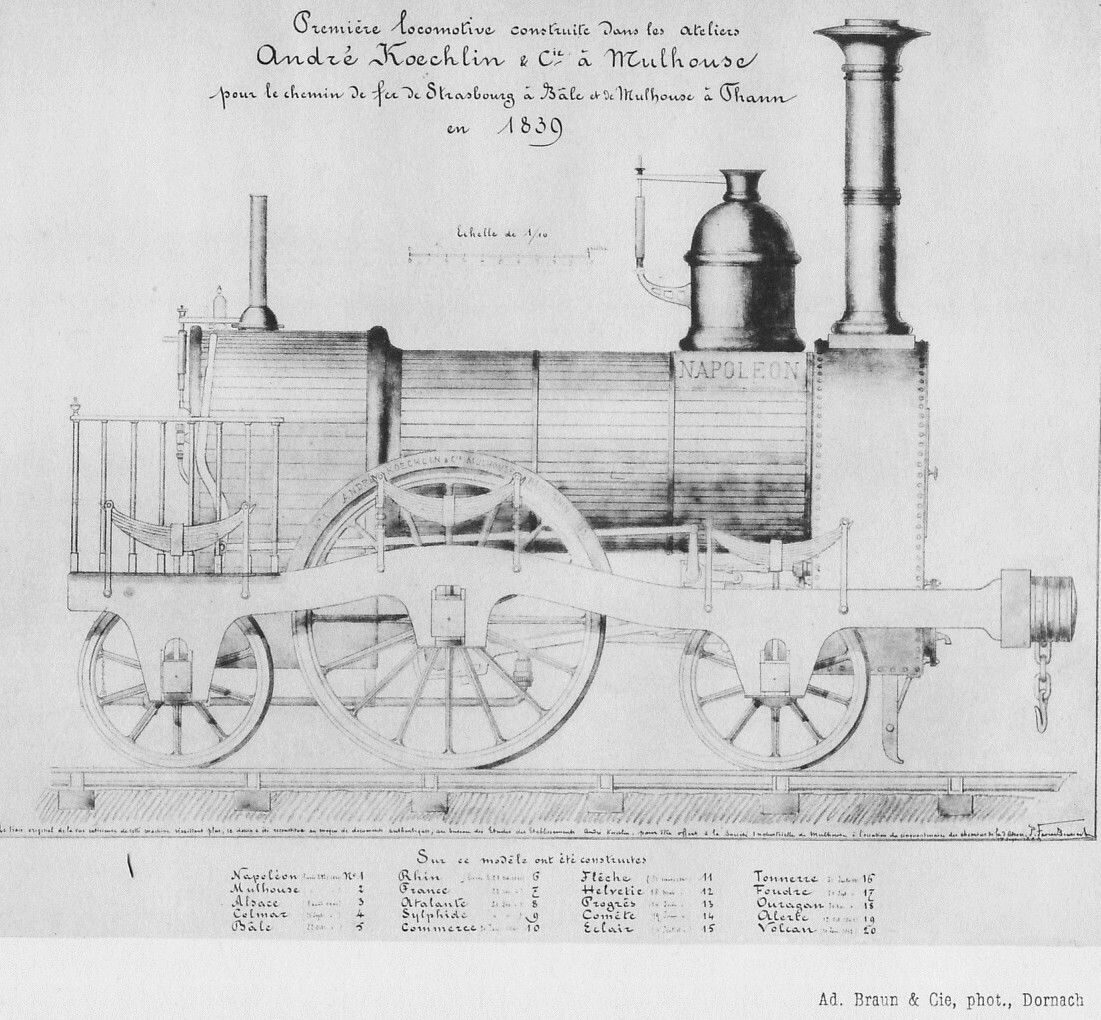
Locomotive « Napoléon »

Ce nombre est jugé insuffisant par la Cie Strasbourg-Bâle qui a pris en charge l’exploitation du Mulhouse-Thann, en 1841. Une locomotive est commandée à Schneider au Creusot, trois à Sharp-Roberts à Manchester (Junon, Vénus, Albion) et une à Stehelin & Huber sur le même modèle que celui des machines fournies au Paris-St Germain. Les machines anglaises servent de modèle pour être reproduites dans les ateliers André Koechlin & Cie.
Quatre locomotives sont mises en service :
- n° I ; la Napoléon[64], construite par André Koechlin & Cie de type 111 et mise en service le 1er août 1839 ;
- n° IV ; la Ville de Thann, construite par Stehelin & Huber de type 120 et mise en service le 6 août 1839[65] ;

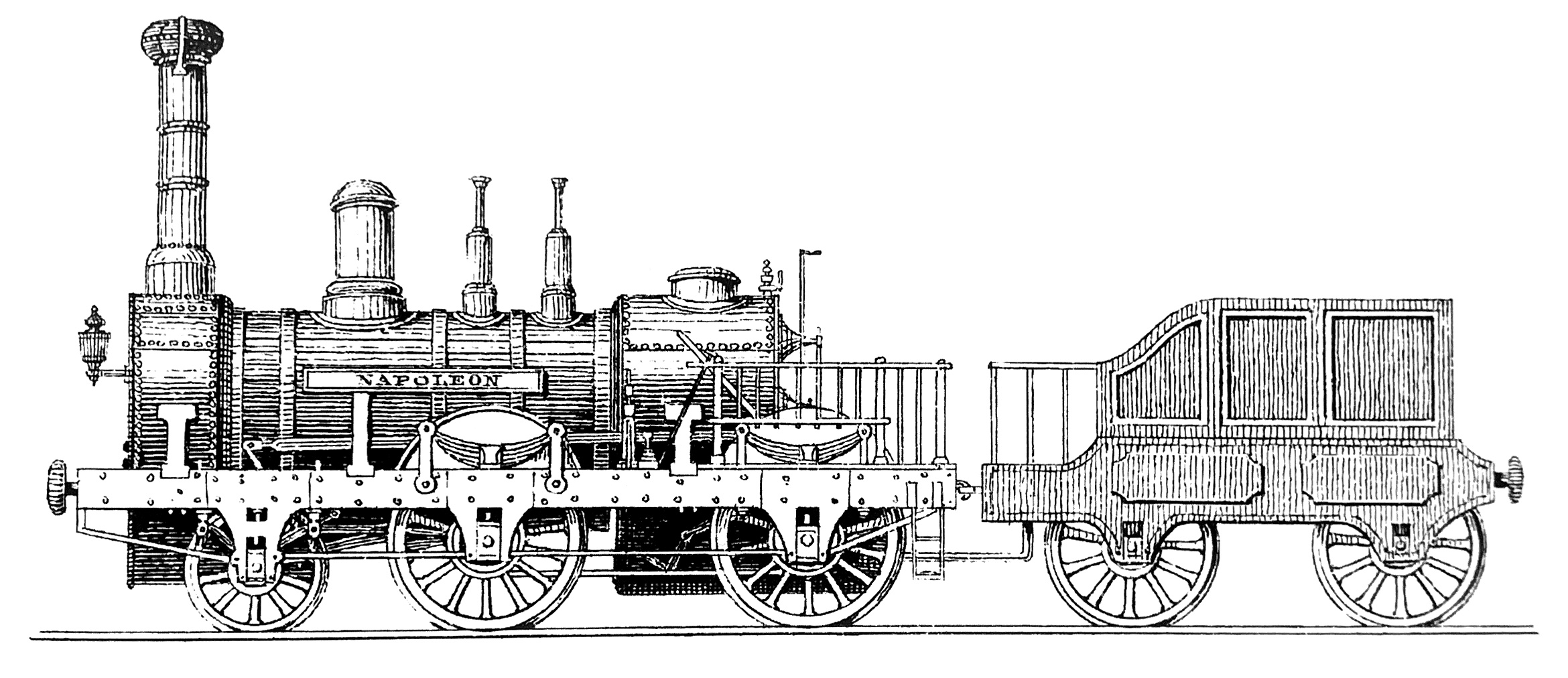
Locomotive « Thann » avec l’inscription erronée Napoléon

- n° III ; la Le Creusot, construite par Schneider de type 111 mise et en service le 15 décembre 1839 ;
- n° II ; la Mulhouse, construite par André Koechlin & Cie de type 111 et mise en service le 29 janvier 1840.

Les machines n° I, II et III étaient d’un modèle Sharp-Roberts, alors que la machine n° IV dérivait d’un modèle Stephenson : la Patentee.
Le prix de chaque locomotive est de 50 000 F, prix de transport et de montage compris.
C’est la locomotive Napoléon des ateliers André Kœchlin et Cie qui fait le premier voyage de Mulhouse à Thann.

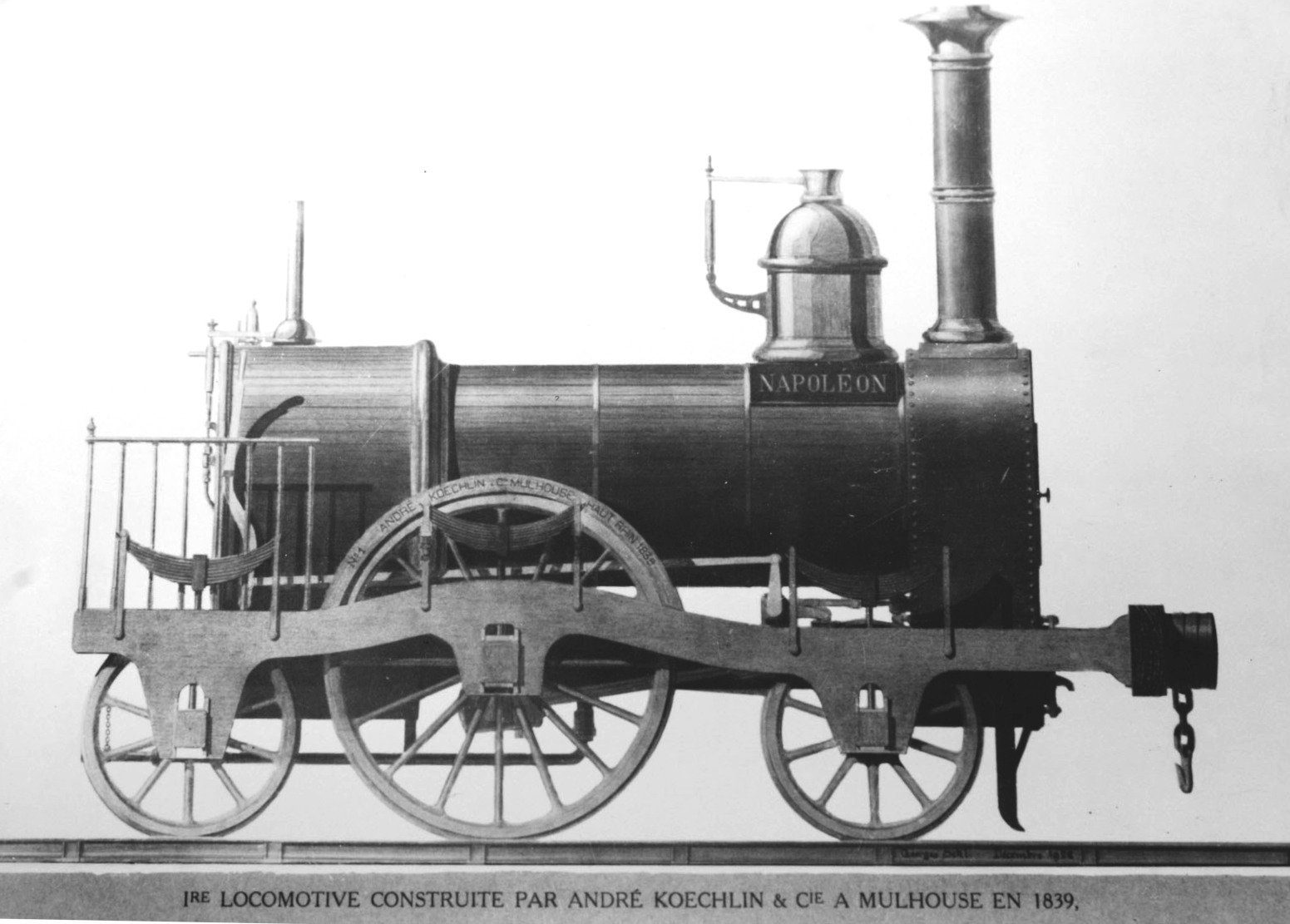
La Napoléon - Première locomotive construite par André Koechlin & Cie à Mulhouse en 1839

Nicolas Kœchlin et frères ont fait venir de Belgique une diligence, un char à banc et un wagon afin de servir de modèle. Ils ont commandé une berline à Paris. Tout le reste du matériel roulant a été commandé en Alsace aux ateliers André Kœchlin et Cie à Mulhouse.

## L’inauguration

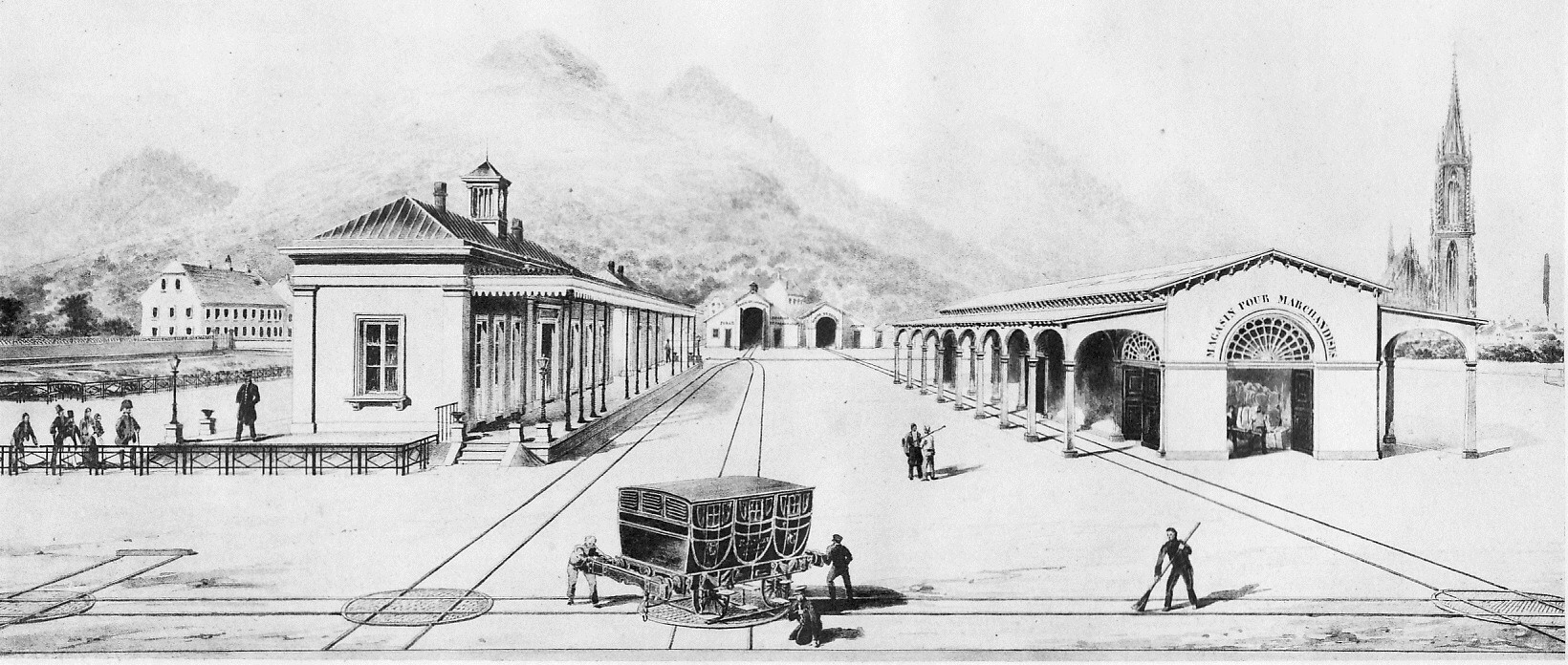
gare de Thann en 1839

Dès le mardi 6 août, à 4 h du matin, a lieu un premier essai avec la locomotive Napoléon à partir de Mulhouse. Le même jour à 20 h a lieu un autre essai à Thann avec la locomotive ville de Thann. Les jours suivants d’autres essais ont lieu pour former le personnel. Lors de ces essais, la Napoléon tire un convoi de deux wagons transportant près de 100 voyageurs de Mulhouse à Thann, à la vitesse de 12 lieues/h et l’aller et 16 au retour. La locomotive ville de Thann fait le trajet le même jour de Thann à Mulhouse. La Napoléon doit lui venir en aide lors de son retour en raison de la rupture d’un tube en laiton dans la chaudière.
L’inauguration était prévue pour l’anniversaire des journées de juillet les « Trois Glorieuses », mais les difficultés pour remettre légalement au concessionnaire les dernières parcelles firent repousser la date au mois de septembre.

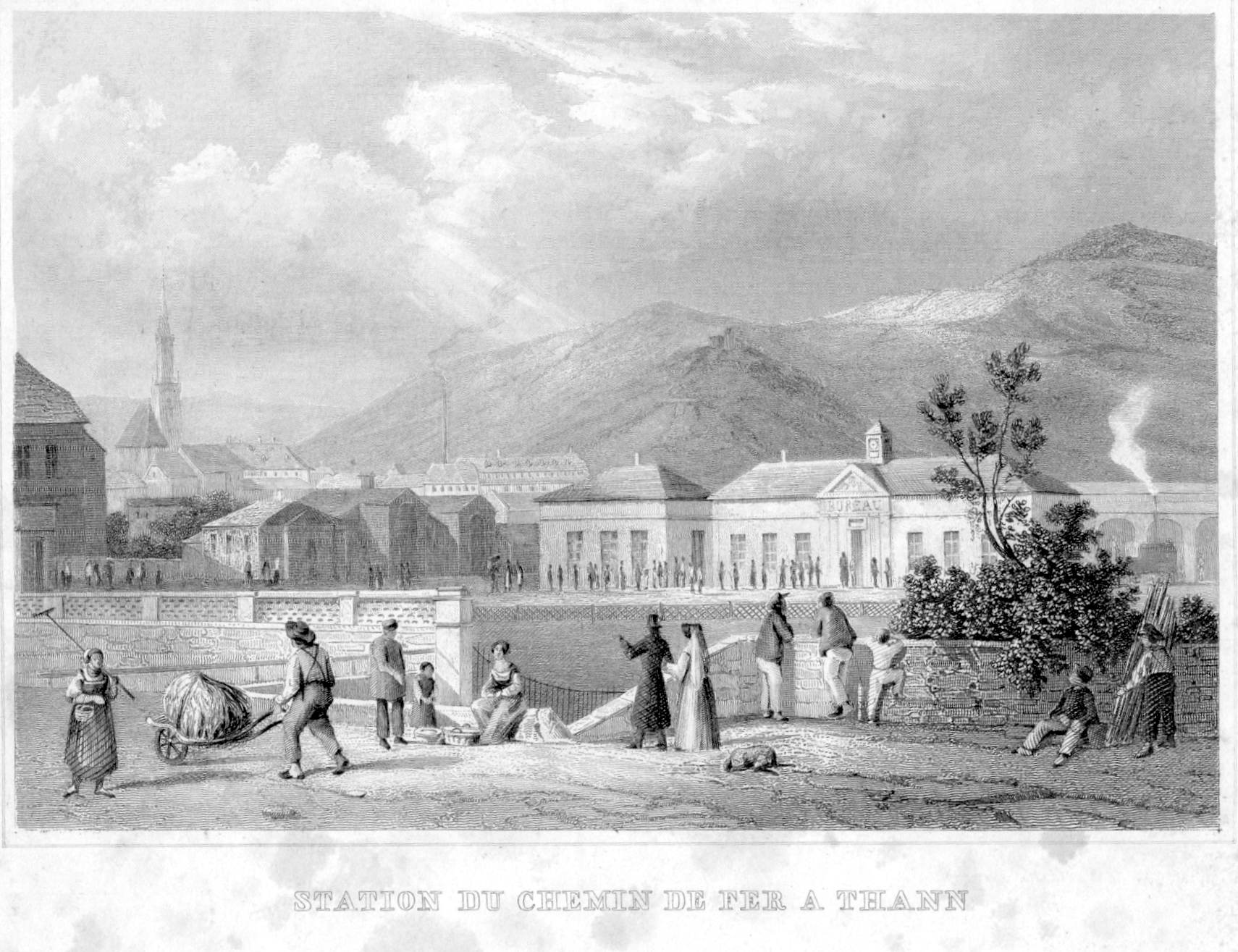
gare de Thann (autre vue)

Le programme de l’inauguration, le dimanche 1er septembre 1839, est le suivant:
- 8 h 30, départ de Mulhouse du convoi officiel remorqué par la Napoléon et composé d’une berline, d’une diligence et de 2 chars à bancs pour un total de 100 personnes.
- 9 h déjeuner à Thann.
- 11 h convoi supplémentaire remorqué par l’Albion, locomotive anglaise.
- 12 h départ de Thann de deux convois pour 250 personnes remorqués par la ville de Thann et la Napoléon[71].
- 16 h banquet pour 400 couverts offert par N. Kœchlin et frères.

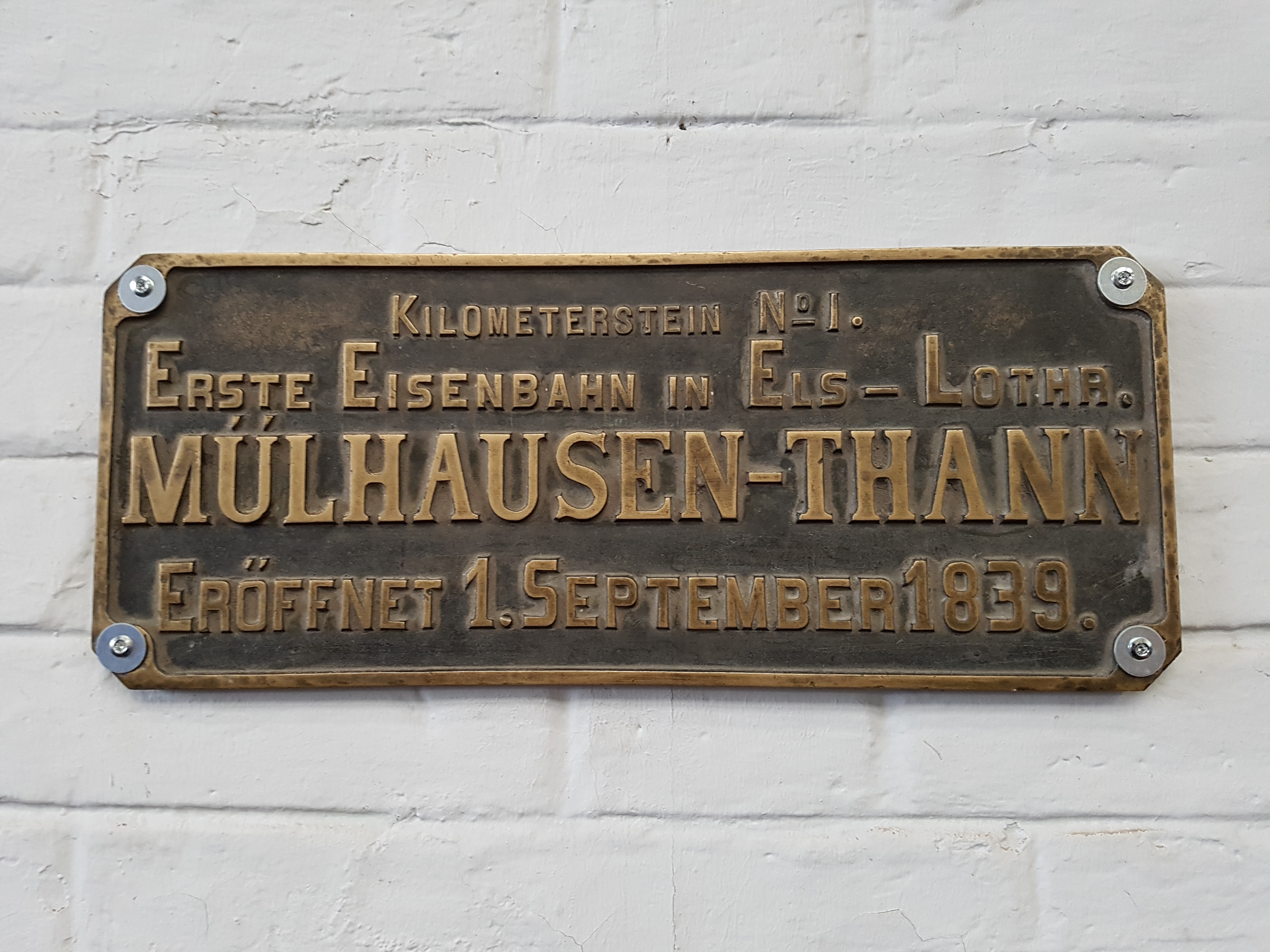
Plaque commémorative

- Plaque commémorative18 h départ de Mulhouse pour Thann d’un convoi remorqué par la ville de Thann pour le retour des invités de Cernay et Thann..

C’est sous la pluie que se déroulent les festivités de l’inauguration. Le trajet Mulhouse-Thann avec la Napoléon a duré 25 minutes et le retour en 15 minutes du fait de la déclivité de la voie. Le feuilletoniste Marie Aycard s'est inspiré de cet événement pour publier dans Le Courrier français, le 12 septembre 1839, un conte situé quatre jours après cette inauguration, utilisant l'unité de temps de quinze minutes comme durée de déroulement de sa fiction, véritable comédie sentimentale où sont associés unité de lieu (un compartiment) et d'action : "Un mariage en quinze minutes".

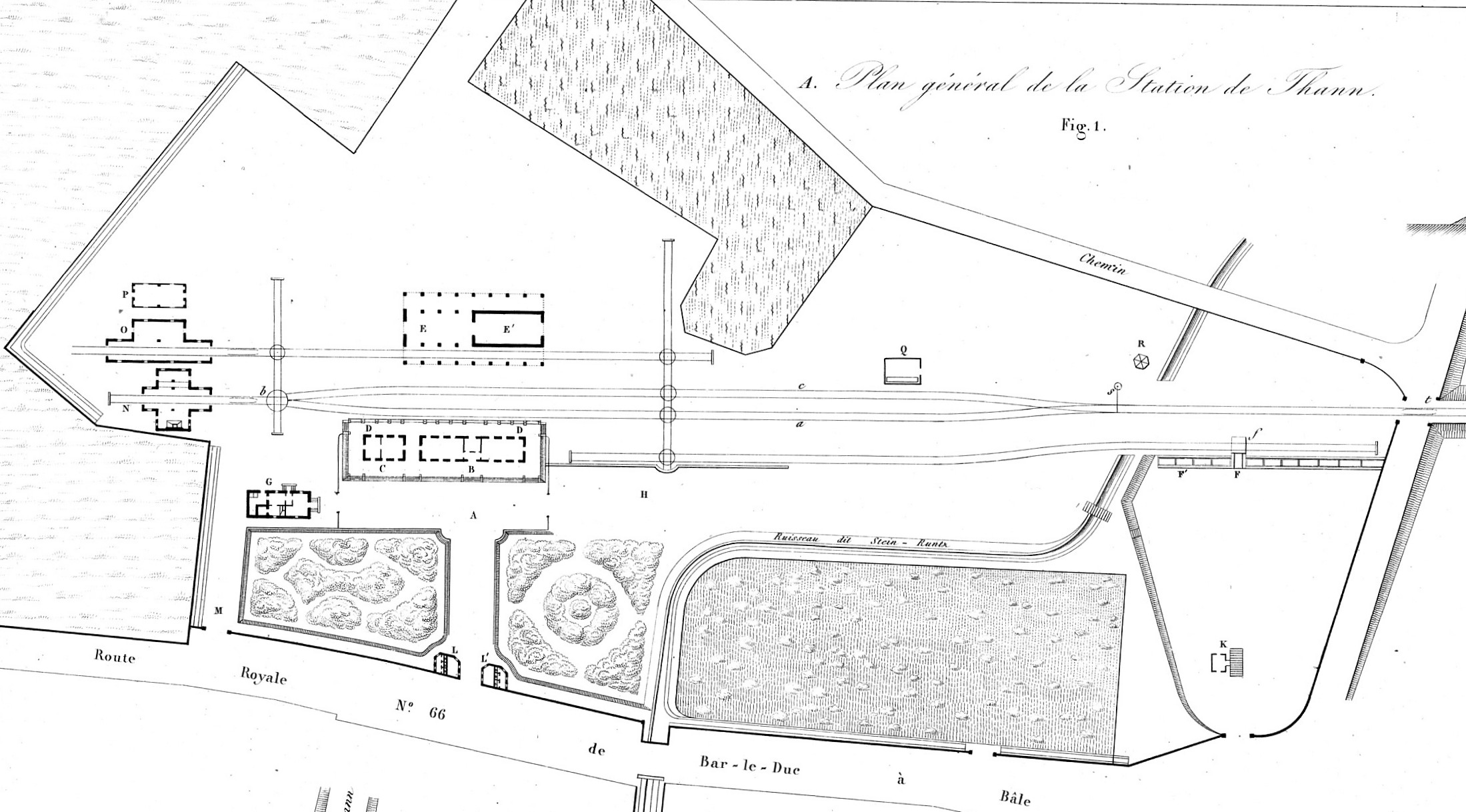
Plan de la gare de Thann en 1839

Un public bâlois s’était joint aux Alsaciens pour avoir un avant-goût du chemin de fer Strasbourg-Bâle.
En mémoire de cette journée, la municipalité de Thann avait institué une fête populaire du premier chemin de fer dite « Isebahnerkilwe » qui se célébrait les deux premiers dimanches et lundis de septembre.

## L’exploitation

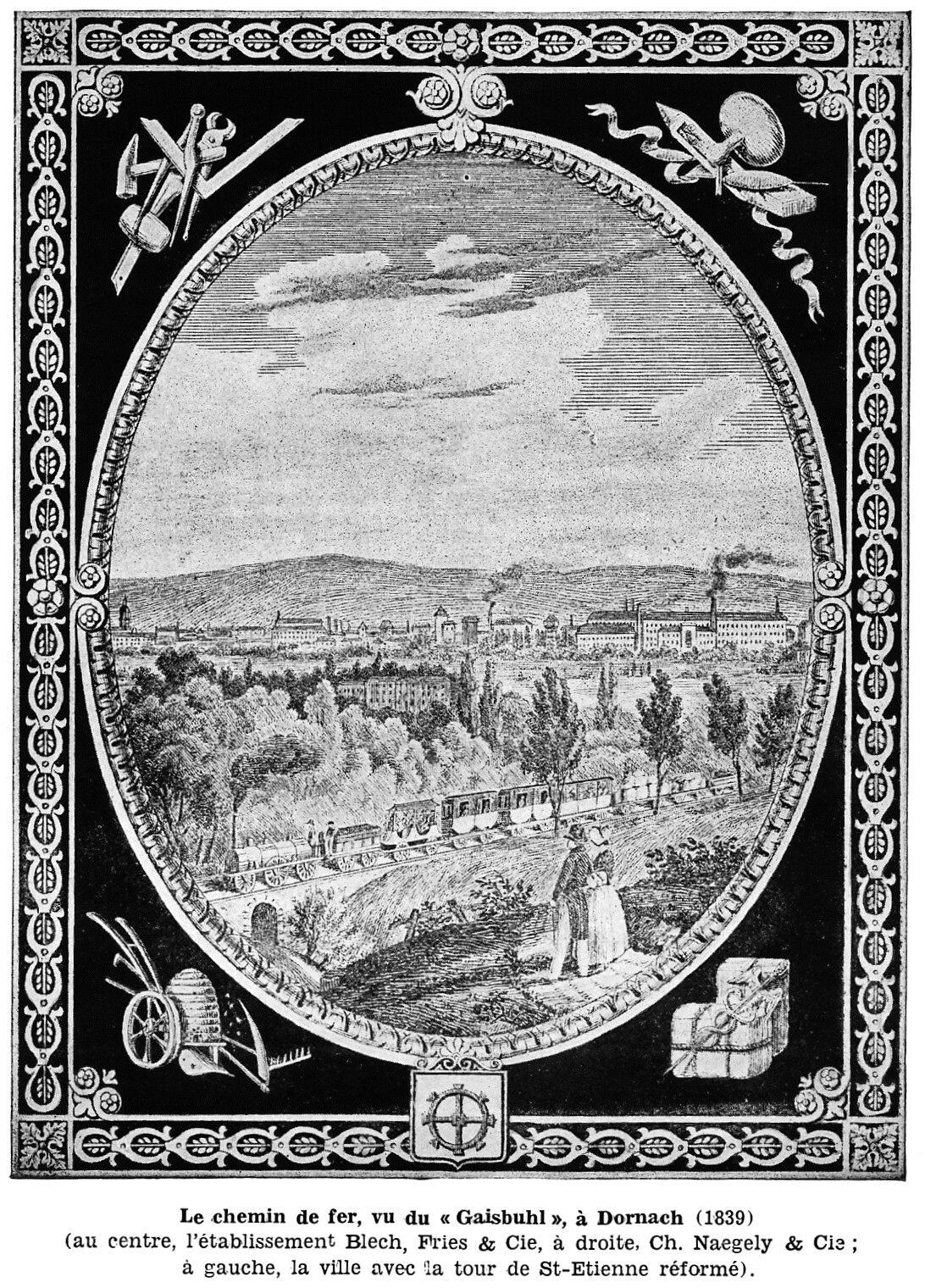
Vue du chemin de fer à Dornach

L’exploitation débute dès le lendemain de l’inauguration, soit le 2 septembre.
Une partie du personnel a été envoyée, deux mois, en Belgique sur les chemins de fer de ce pays pour se former ; « "Tout doit être français", pensait Nicolas Koechlin et tout le fut. Ce n'est pas sur son chemin de fer que l'on voyait des mécaniciens anglais ; il préférait envoyer ses futurs agents à l'étranger. » Malgré tout, il fallut prescrire des instructions pour rappeler le personnel aux contraintes de l’exploitation ; se tenir à l’écart de la voie à une distance suffisante, ne quitter son poste qu’une demi-heure après le passage du dernier convoi, dégager la voie des outils d’entretien, les gardes barrières ne doivent pas se faire remplacer ou laisser les barrières ouvertes.
Par arrangement, du 3 juillet 1841, la maison Nicolas Kœchlin et frères, société chargée de la construction du Strasbourg-Bâle, prend à bail l’exploitation du chemin de fer Mulhouse-Thann qui reçoit, en contrepartie, 60 % du produit brut des recettes. Arrangement modifié en 1849 ; à compter du 1er janvier 1850, pour toute la durée de la concession du Mulhouse-Thann, la Cie du Strasbourg-Bâle paye une annuité de 55 000 F au Mulhouse-Thann ainsi que 50 % du montant des produits bruts excédant 155 000 F annuellement.
À la suite de la fusion du Strasbourg-Bâle dans la compagnie de l’Est en 1854, des difficultés surgissent avec le Mulhouse-Thann qui s’estime ne pas être lié aux destinées du Strasbourg-Bâle avec la Cie de l’Est. Finalement les deux compagnies fusionnent en 1858
Cette fusion dans la Cie de l’Est réduit la ligne Mulhouse-Thann à un simple embranchement de la ligne Strasbourg-Bâle.

## Le trafic
À partir du 7 septembre 1839, on compte quatre convois de Mulhouse à Thann la semaine (7h, 10h, 14h, 17h) et 5 convois le dimanche (7h30, 9h30, 11h10, 14h, 17h).
De Mulhouse à Thann, le tarif voyageur est de 1,20 F en diligence, 1,40 F en char à banc et 0,85 F en wagon.
Du 2 septembre 1839 au 31 mars 1840, 101 351 voyageurs ont été transportés.
Du 15 août 1841 à mai 1842, 103 081 voyageurs ont été transportés pour une recette de 22 646,41 F.
Le trafic marchandise est ouvert le 1er juillet 1840. La recette marchandise du 15 août 1841 à mai 1842 est de 7 930,63 F.
En décembre 1840, le froid perturbe l’exploitation jusqu’à interrompre le trafic. Une locomotive reste bloquée par le gel dans la forêt de Lutterbach ; les pistons sont gelés dans les cylindres. Il faut organiser un service de secours avec une autre machine pour rapatrier les voyageurs à Mulhouse ; l’un des machinistes eut les pieds gelés.
Les journées des 29 décembre 1849 et 19 janvier 1850 sont les plus froides de l’hiver. Le 29 décembre, trois locomotives n’arrivent pas à démarrer le convoi et les voyageurs doivent rentrer chez eux à pied.
En février 1845, la ligne est impraticable et le trafic interrompu consécutivement à des tempêtes de neige.

## La sécurité
La sécurité et la signalisation sont à la charge de gardes tout le long de la ligne, à l’aide de drapeau et au son d’une trompe. Une signalisation fixe, notamment un signal à rideau, est installée aux stations de Mulhouse, Lutterbach, Cernay et Thann.
« Outre le conducteur-chef du convoi, le personnel d’accompagnement se compose d’un conducteur par six voitures (18 voitures et wagons au maximum), l’un d’eux est préposé à la manœuvre du frein placé sur le wagon de queue. Les barrières des passages à niveau sont normalement fermées et les cantonniers chargés de leur manœuvre doivent s’apercevoir et parcourir, avant le passage du convoi, leur secteur dont l’étendue est fixée par le préfet, comme le nombre de cantonnier. Deux avertissements à la cloche et un signal donné, au moyen d’une trompette, par le conducteur de tête précèdent le départ du train. Au premier coup de cloche, le premier cantonnier donne un coup de sifflet dans la direction de son collègue immédiat, et dès que le train est en vue, arbore un drapeau tricolore qu’il abaisse après le passage du convoi. Pendant la nuit, le train est muni à l’avant et à l’arrière, de deux fanaux de couleur différente indiquant le sens de la marche. ».
Pendant le parcours, les surveillants circulaient le long des voitures en se tenant à des cordes sur les wagons pour contrôler les billets.

## Les accidents
D’août 1839 à septembre 1840, on recense :
- 30 novembre 1839, un garde-ligne tué en traversant la voie
- 21 avril 1840, un cantonnier a la jambe coupée au passage d’un train
- 8 août 1840, 3 moutons tués à un passage à niveau
- Août 1840 dommages matériels à la suite de la collision entre le train venant de Mulhouse et un wagon de marchandises à l’arrêt
- Septembre 1840 un voyageur gravement blessé et deux autres légèrement par le choc d’un wagon de marchandises détaché d’un convoi et venu percuter le train stationnant à Lutterbach[88].

## Épilogue
Conçue comme une ligne à vocation industrielle pour le transport de la houille aux entreprises de la vallée de la Thur, le chemin de fer Mulhouse-Thann a servi paradoxalement, et avec succès, pendant plusieurs mois exclusivement au transport de voyageurs. Son immense mérite est d’avoir « servit de banc d’essai pour la constitution d’un réseau régional par ce grand capitaine d’industrie que fut Nicolas Koechlin. ». Financier, homme politique, membre influent d’une assemblée d’utilité publique (SIM), sachant s’entourer des meilleurs conseils techniques (Bazaine), Nicolas Kœchlin disposait de tous les atouts pour mener à bien ce projet. Ce chemin de fer témoigne également de l’engagement entier (conception, construction, approvisionnement) d’une région en faveur d’un nouveau mode de transport dont elle saura tirer parti pour l’émergence d’une nouvelle industrie, celle de la construction ferroviaire.
La ligne connaît de nos jours un nouveau développement entre Lutterbach et Thann utilisée par le tram-train Mulhouse-Vallée de la Thur.

## Souvenir
Le 8 septembre 1889 lors du cinquantenaire, une plaque commémorative fut placée à la gare de Thann. Une colonne est érigée au square de la gare de Lutterbach dans le même but.
Pour célébrer l’inauguration du chemin de fer, un album de huit lithographies en couleur dessinées par Rudolf Huber, graveur bâlois (1770-1844), est édité par la maison de MM Engelmann père & fils à Mulhouse.
La numismatique ferroviaire compte une médaille en souvenir du chemin de fer Mulhouse-Thann éditée en 1841 à l’occasion de l’inauguration du chemin de fer de Strasbourg-Bâle.
En mars 2020, les auteurs de bande dessinées Stéphane Piatzszek et Florent Bossard publient une trilogie sur l'histoire de la construction de cette ligne dans la collection Grand Angle.